# Zabikhillo Urinboev
Zabikhillo Urinboev (født 30. marts 1995) er en uzbekistansk fodboldspiller. Han har tidligere spillet for Usbekistans landshold.
Han har spillet 2 landskampe for Usbekistan.